# Sam Vines
Samuel Marqus Lloyd Vines (Colorado Springs, 31 de mayo de 1999) es un futbolista profesional estadounidense que juega como defensa en el Colorado Rapids de la Major League Soccer y en la selección nacional de Estados Unidos.

## Trayectoria

### Colorado Rapids
Mientras estuvo en la academia de Colorado Rapids, Vines paso tiempo con Charlotte Independence, equipo de la United Soccer League, durante su temporada 2017.
El 23 de febrero de 2018, Vines firmó un contrato de jugador de cosecha propia con Colorado Rapids. Fue cedido nuevamente a su afiliada Charlotte Independence el 8 de marzo de 2018.
En 2019, Vines hizo 23 aperturas entre 26 apariciones en la MLS para Colorado, jugando 90 minutos en 18 de los últimos 19 partidos de liga de Colorado. En 2020, Vines jugó cada minuto de cada partido de temporada regular para Colorado, convirtiéndose en el único jugador en la lista en hacerlo. Vines consiguió la primera asistencia de su carrera en la MLS el 9 de septiembre contra Houston Dynamo, encontrando a Lalas Abubakar para el empate en el tiempo extra. Vines anotó el primer gol de su carrera en la MLS el 12 de septiembre en la victoria de Colorado por 5-0 sobre Real Salt Lake para reclamar la Copa de las Montañas Rocosas. Vines hizo una aparición suplente en la derrota de la primera ronda de los playoffs de la Copa MLS de Colorado ante Minnesota United FC. Terminó la temporada con un gol y tres asistencias.

### Royal Antwerp
En agosto de 2021 se dirigió a Bélgica para firmar un contrato de tres años con una opción de un año para el Royal Antwerp. El equipo terminó segundo en la temporada de la Pro League belga de 2020/21, por lo que competirá en la edición 2021/22 de la Liga Europea. A principios de septiembre, Vines sufrió una fractura de clavícula en el entrenamiento y tuvo que ser operado. Probablemente estará fuera de acción durante dos meses.

## Selección nacional
Antes de hacer su debut internacional completo, Vines fue un llamado regular a la selección sub-23 de los Estados Unidos. Vines fue llamado al campamento sub-23 de 25 jugadores de Jason Kreis en Miami en octubre de 2019. Vines hizo su debut en la Sub-23 en una victoria por 6-1 sobre El Salvador en Florida International University el 15 de octubre, reemplazando a Chris Gloster en el minuto 66. Jugó 90 minutos en la derrota por 1-0 ante Brasil en el United International Football Festival en las Islas Canarias el 14 de noviembre.
Vines fue convocado a la selección nacional de Estados Unidos por primera vez el 2 de enero de 2020. Vines hizo su debut senior, comenzando en un amistoso contra Costa Rica el 1 de febrero de 2020, convirtiéndose en el primer Colorado Rapids de cosecha propia en comenzar para el equipo nacional de Estados Unidos. Vines fue convocado nuevamente para el campamento de diciembre de 2020 del USMNT el 30 de noviembre junto con sus compañeros de equipo de Rapids, Cole Bassett y Kellyn Acosta. Vines jugó la primera mitad de la victoria por 6-0 sobre El Salvador el 9 de diciembre en el estadio Inter Miami CF en Fort Lauderdale, Florida.
El 5 de enero de 2021, Vines fue incluido en el campamento de enero conjunto de la selección nacional y la sub-23 en Bradenton, Florida, junto con sus compañeros de equipo de Rapids, Acosta y Jonathan Lewis, antes de la clasificación olímpica. Vines jugó 64 minutos y ayudó al primer gol de Jesús Ferreira en la victoria amistosa por 7-0 sobre Trinidad y Tobago en el Exploria Stadium de Orlando, Florida, el 31 de enero.

## Clubes
| Club                            | País           | Año       |
| ------------------------------- | -------------- | --------- |
| Charlotte Independence          | Estados Unidos | 2017      |
| Colorado Rapids                 | Estados Unidos | 2018-2021 |
| Charlotte Independence (cedido) | Estados Unidos | 2018      |
| Royal Antwerp F. C.             | Bélgica        | 2021-2024 |
| Colorado Rapids                 | Estados Unidos | 2024-     |

## Palmarés

### Títulos nacionales
| Título               | Club                | País    | Año  |
| -------------------- | ------------------- | ------- | ---- |
| Copa de Bélgica      | Royal Antwerp F. C. | Bélgica | 2023 |
| Pro League           | Royal Antwerp F. C. | Bélgica | 2023 |
| Supercopa de Bélgica | Royal Antwerp F. C. | Bélgica | 2023 |